# Mesochorus muscosus
Mesochorus muscosus är en stekelart som beskrevs av Dasch 1974. Mesochorus muscosus ingår i släktet Mesochorus och familjen brokparasitsteklar. Inga underarter finns listade i Catalogue of Life.